# Alan K. Melby
Alan Kenneth Melby (* 25. März 1948 in Utah) ist ein US-amerikanischer Linguist und Übersetzungswissenschaftler. Er ist als Full Professor für Linguistik sowie Computerlinguistik an der Brigham Young University in Provo, Utah tätig.

## Leben
Nach Abschluss seines Bachelor of Science in Mathematik und seines Master of Arts in Linguistik promovierte Melby 1976 in Computerlinguistik. Er ist ein durch die ATA (American Translator Association) zertifizierter Übersetzer für Französisch und Englisch und ist seit 1970 als Übersetzer aktiv. Melby ist verheiratet und hat sechs Kinder. Er ist in der internationalen Who’s-Who-Liste für Translation und Terminologie aufgeführt.

## Engagement
Er war viele Jahre lang aktives Mitglied bei Boy Scouts of America (BSA) als Roundtable-Beauftragter für den Rock Canyon District des Utah National Parks Council (UNPC). Er erhielt den District Award of Merit, die höchste Auszeichnung des District für einen Beauftragten in der Jugendarbeit sowie die Woodbadge-Beads, ein in der Pfadfinderbewegung genutztes Abzeichen für die Absolvierung eines Kurses in einem der Mitgliedsverbände der World Organization of the Scout Movement (WOSM).

## Forschungsgebiete
Melbys Forschungsschwerpunkte liegen in den Bereichen Übersetzungswissenschaft, Didaktik und Evaluierung. Weiterhin umfasst sein Tätigkeitsbereich die Mitarbeit an verschiedenen Normen und Standards.
Zu seinen Forschungsgebieten gehören Translation, Schulung/Ausbildung und Testen (TTT – Translation, Training and Testing) mit einem Schwerpunkt auf Übersetzungstechnologie und -normen.
Er ist in mehreren Forschungsgruppen aktiv, die sich unter anderem mit der Anwendung von linguistischer Theorie in der Übersetzung und direkten Kommunikation beschäftigen, insbesondere mit Hilfe von Standards und der Terminologiedatenbankentwicklung. Weitere Themen sind die Sprachausbildung durch Videoeinsatz und das Testen der Effizienz von Übersetzungen durch den Einsatz von Technologie und Normen.

## Theoretische Grundlagen seiner Forschung
In den 1970er Jahren glaubte Melby an die Existenz eines universellen Bestandes von sprachunabhängigen Konzepten (oberflächliche Zweideutigkeit), die allen menschlichen Sprachen zugrunde liegt.
Durch eine intellektuelle Krise in den 1980er Jahren verwarf er diese Theorie. Sein heutiger Sprachansatz leugnet die Existenz eines absoluten Bestandes von sprachunabhängigen Konzepten, unterstützt aber nicht das Konzept des radikalen Relativismus.
Seine Theorie der Sprache umfasst zwei Unterscheidungen: allgemein gegen fachgebietsspezifisch und dynamisch gegen statisch. Erst innerhalb der festgelegten Begriffe eines Fachgebiets können universelle Konzepte simuliert werden. Außerhalb der spezifisch abgrenzbaren Fachgebiete, ist Bedeutung kontextabhängig und sogar dynamisch erstellbar. Diese Philosophie der Sprache unterstützt eine flexible Theorie der Qualität von Übersetzungen (Qualität bedeutet die Einhaltung der vereinbarten Spezifikationen anstelle des Festhaltens an einem bestimmten Übersetzungsstil). Diese Philosophie behauptet, dass Sprachenlernen ohne pragmatischen Kontext unzureichend ist und bestätigt die Wirksamkeit von Videomaterial beim Sprachenlernen.
In seinem 1995 veröffentlichten Buch (The Possibility of Language, John Benjamins) schreibt er über Fachsprache und der Möglichkeiten ihrer maschinellen Übersetzung. Er und sein Co-Autor kommen dabei zu ungewöhnlichen Schlussfolgerungen über die Natur der Sprache. Seit 2000 konzentriert sich seine Forschung auf die praktische Anwendung seiner linguistischen Theorien, wobei ein besonderer Schwerpunkt dabei auf strukturierten Spezifikationen für Übersetzungsprojekte liegt.

## Auszeichnungen
2007 erhielt Melby den Eugen-Wüster-Preis für sein Lebenswerk im Bereich Terminologie (verliehen von Infoterm, dem Internationalen Informationszentrum für Terminologie).

## Aktive Gruppen und Projekte
Translation
- TBX-Projekt (unterstützt den Austausch von terminologischen Daten zwischen verschiedenen Software-Anwendungen)
- Beteiligung an der Entwicklung von Qualitätsstandards bei ASTM und ISO
- Linport-Projekt(Entwicklung von Standardcontainern für Übersetzungsprojekte und Aufgaben)
- GEvTerm-Initiative (unterstützt die direkte Kommunikation zwischen zwei Personen mit unterschiedlicher Muttersprache)

Ausbildung
- EFR-Projekt (erleichtert die Nutzung von Videomaterial beim Sprachenlernen)
- VAD-Projekt (Standardisierung der Beschreibung von Videomaterial im EFR-Projekt und anderen individuellen Videoprojekten)

Testen
- Teilnahme an einem Projekt zur Erlangung der Akkreditierung für das Zertifizierungsprogramm der American Translators Association[5]
- Entwicklung eines auf der Theorie basierenden Konzept für die Eignungsprüfungen von Übersetzungen als Teil des CTT-Projekts (Computerized Translation Testing)

## Mitgliedschaften
- ATA (American Translators Association)
- LACUS (Linguistic Association of Canada and the United States)
- ISO/TC37 (International Organization for Standardization, Technisches Komitee 37 für Terminologie und andere Sprach- sowie Contentressourcen)
- ASTM F43 (ASTM International, Ausschuss für sprachbezogene Normen)
- LTAC (Language Terminology/Translation and Authoring Consortium)

## Publikationen (Auswahl)
- Zusammen mit Arle Lommel (Hrsg.): LACUS Forum XXVI – The Lexicon. Lacus Fullerton, California 2000
- Multilingual Solutions. SMP, Genf 2000
- Zusammen mit Ruth Brend und Arle Lommel (Hrsg.): LACUS Forum XXVII – Speaking and Comprehending LACUS Fullerton, California 2001
- Zusammen mit Douglas Coleman, William Sullivan, Arle Lommel (Hrsg.): Listening Comprehension, Laws, and Video. LACUS Forum XXIX – Linguistics and the Real World. LACUS, Houston 2003
- Zusammen mit Terry Warner:  The Possibility of Language. A discussion of the nature of language, with implications for human and machine translation. Benjamins Translation Library, Amsterdam 1995